# Duartina Futebol Clube
O Duartina Futebol Clube é um clube brasileiro de futebol da cidade de Duartina.
A equipe foi fundada em 23 de dezembro de 1930 e disputou duas edições do campeonato paulista da terceira divisão (atual A3) e quatro edições do paulista da quarta divisão (atual B).
Atualmente o departamento de futebol do clube se dedica apenas a competições amadoras.

## Participações em estaduais
- Terceira Divisão (atual A3) = 2 (duas)

- 1954 - 1955
- Quarta Divisão (atual B) = 4 (quatro)

- 1966 - 1967 - 1968 - 1977